# Chiasmocleis gnoma
Chiasmocleis gnoma es una especie de anfibio anuro de la familia Microhylidae.

## Distribución geográfica
Esta especie es endémica del municipio de Una en el estado de Bahía en Brasil.

## Descripción
Chiasmocleis gnoma mide de 13,5 a 15,5 mm para los machos y de 15 a 17 mm para las hembras.

## Etimología
El nombre de su especie, proviene del latín gnoma, "enano", y le fue dado en referencia a su pequeño tamaño. Los gnomos también son, en las leyendas populares, entidades de la vida subterránea que guardan tesoros preciosos, esto parece perfectamente apropiado para esta especie que vive en la basura.

## Publicación original
- Canedo, Dixo & Pombal, 2004 : A new Species of Chiasmocleis Méhelÿ, 1904 (Anura, Microhylidae) from the Atlantic Rainforest of Bahia, Brazil. Herpetologica, vol. 60, n.º 4, p. 495–501[6]